# الرائد (معجم)
معجم الرائد هو معجم لغوي عصري، رُتبت مفرداته وفقا لحروفها الأولى. ألفه جبران مسعود وهو كاتب وأديب وباحث لبناني صدر أولًا سنة 1964م، وأعيد نشره في طبعات عديدة لاحقًا.

## سبب التأليف
يقول المؤلف:
| الرائد (معجم) | يرقى شعوري بصعوبة المعاجم إلى اليوم الذي فيه بدأت أعاني تجربة الكتابة. وما زال هذا الشعور يزداد تأصّلاً وإلحاحاً حتى جاور اليأس يوم انصرفت إلى التدريس. فمنذ خمس عشرة سنة خلت، في سنة ١٩٥٠، انطلقت من الجامعة خرّيجاً إلى المدرسة معلّماً، وملء إهابي الشباب، وفي يقيني أن ما انضمّت عليه جوارحي من علوم وتجارب، وما ارتضيته لنفسي من مبادئ ووسائل، قمين بحلّ معضلات الكون علما وعملاً، وأنّ أولئك الأحداث الذين ألقي إلي مصيرهم لا بدّ متفتّحون يوماً على آفاقي، مؤمنون إيماني باللغة العربية، متدرّجون معي في مناهجها ومرافقها تدرج الخطو الثابت المطمئنّ. ولكنّ حماستي وتفاؤلي كانا يعميان على بصيرتي الحقائق وإن كانا يشدّدان مني العزم ويسددان الخطى، فلم يدر في خلدي أن طريي الورود قصير، وان الشوكة الصغيرة قد تكون أشد إيلاماً وأعمق نفاذاً من النصال. فما إن استقر بي التدريس حتى لفت انتباهي قعود الكثيرين من التلاميذ عن المطالعة، وقصورهم عن استيعاب بعض أماثيلهم، يرافق ذلك برمّ يائس متألم أحياناً، ولم يكن القعود والقصور والبرم لتقاعس في نفوسهم أو وهن في عزائمهم، وهم الذين وطنوا النفس على العمل المخلص، ولكن الوسيلة كانت تخونهم أو تعجزهم، فإذا هم، وقد أُسقط في أيديهم، عاجزون عن التحليق مع ما كنت أبذله في سبيلهم وما كانوا يبذلون. ورحت أتحرّى الأمر، فإذا بالحقائق تشير إلى العقبات الكأداء التي كانت تسدّ عليهم المنافذ، ومنها عقبة كدت أراها مستعصية، عنيت بها المعجم. وحاولت تدارك الخطر ما وسعني تداركه، فرحت ألقن التلاميذ طرق البحث في المعاجم، وحملتهم على الاهتداء بها في الصف وخارج الصف بما تيسر لي من سلطة أو رقابة أو أفانين إقناع، ولكن النتيجة لم تأت على مستوى الرجاء، لأن أساليب المعاجم لم تكن على مستوى العصر. فأنى للباحث أن يهتدي بسرعة وسهولة إلى معاني الكلمات المطلوبة، والكلمات مبثوثة في المعاجم بطرائق تختلف أحيانا بين معجم وآخر، حسب قواعد تحاول مراعاة المنطق الصرفي وغيره ولكنها لا تراعي منطق المخارج الأبجدية في أواصل الألفاظ؟ أنى للباحث المهتدي أن يقف على المعنى المراد واللفظة تائهة في مظانها بين إعلال وإدغام واشتقاق وتعريب، فإذا بـ «المدرسة»، تُدرج في باب «الدال»، لا في باب «الميم»، وإذا بـ «تدارس» تدرج في باب «الدال» لا في باب «التاء»، وإذا بـ «قال»، تحار بين «وقول» و«تقيل»؟ وهكذا أدركت يقينا أن طالبي العربية في عنت: فلكل مؤلف في نهجه شؤون، ولكل مزاج من أمزجة المؤلفين مفهوم. وبرغم أن الشروح في كثير من المعاجم قيّمة وافية، فإن صعوبة الاهتداء إلى الكلمات فيها تحجب عن الطالب الدر في غياهب الصدف، وهيهات أن يتاح للناس من الوقت والقدرة ما يمكنهم من الغوص على اللؤلؤة المكنونة ودون بلوغ الإرب أهوال وأهوال. | الرائد (معجم) |

## طبعات الكتاب
طبعت دار العلم للملايين طبعات عديدة منها، منها الطبعة السابعة التي صدرت سنة 1992م في بيروت.